# Crematogaster bicolor
Crematogaster bicolor är en myrart som beskrevs av Smith 1860. Crematogaster bicolor ingår i släktet Crematogaster och familjen myror.

## Underarter
Arten delas in i följande underarter:
- C. b. bicolor
- C. b. imbellis